# Isola Dean
L'isola Dean è un'isola rocciosa della Terra di Marie Byrd, in Antartide. L'isola, che è completamente circondata dai ghiacci della piattaforma glaciale Getz e raggiunge la massima altitudine di 389 m s.l.m., si trova davanti alla costa di Hobbs, il cui confine orientale è costituito proprio dalla punta orientale dell'isola, dove si estende per circa 37 km da punta Birdwell, a nord, a punta Cole, a sud, per una larghezza massima di circa 19 km.

## Storia
L'isola Dean è stata avvistata per la prima volta il 5 febbraio 1962 dallo USS Glacier, che navigava alla distanza di 37 km da essa. In seguito, essa è stata mappata dallo United States Geological Survey grazie a ricognizioni terrestri dello stesso USGS e a fotografie aeree scattate dalla marina militare statunitense nel periodo 1959-66, e quindi battezzata con il suo attuale nome dal Comitato consultivo dei nomi antartici in onore di S. L. Dean, ufficiale addetto ai sistemi elettrici del Glacier al tempo dell'avvistamento dell'isola.